# Campionati europei under-18 di rugby a 7 femminili
I campionati europei under-18 di rugby a 7 femminili è una competizione di rugby a 7 riservata alle nazionali europee under-18.

## Edizioni
| Edizione      | Edizione      | Podio       | Podio       | Podio       |
| Anno          | Organizzatore | Campione    | Seconda     | Terza       |
| ------------- | ------------- | ----------- | ----------- | ----------- |
| 2014 Dettagli | Svezia        | Inghilterra | Galles      | Paesi Bassi |
| 2015 Dettagli | Belgio        | Inghilterra | Spagna      | Germania    |
| 2016 Dettagli | Francia       | Francia     | Spagna      | Inghilterra |
| 2017 Dettagli | Francia       | Inghilterra | Galles      | Francia     |
| 2018 Dettagli | Francia       | Francia     | Regno Unito | Irlanda     |
| 2019 Dettagli | Polonia       | Francia     | Inghilterra | Russia      |
| 2022 Dettagli | Rep. Ceca     | Francia     | Spagna      | Irlanda     |
| 2023 Dettagli | Rep. Ceca     | Francia     | Spagna      | Rep. Ceca   |
| 2024 Dettagli | Francia       | Francia     | Spagna      | Rep. Ceca   |
| 2025 Dettagli | Francia       | Spagna      | Francia     | Rep. Ceca   |

## Medagliere
| Pos. | Squadra     | 1º posto | 2º posto | 3º posto | Totale |
| ---- | ----------- | -------- | -------- | -------- | ------ |
| 1    | Francia     | 6        | 1        | 1        | 8      |
| 2    | Inghilterra | 3        | 1        | 1        | 5      |
| 3    | Spagna      | 1        | 5        | 0        | 6      |
| 4    | Galles      | 0        | 2        | 0        | 2      |
| 5    | Regno Unito | 0        | 1        | 0        | 1      |
| 6    | Rep. Ceca   | 0        | 0        | 3        | 3      |
| 7    | Irlanda     | 0        | 0        | 2        | 2      |
| 8    | Paesi Bassi | 0        | 0        | 1        | 1      |
| 8    | Germania    | 0        | 0        | 1        | 1      |
| 8    | Russia      | 0        | 0        | 1        | 1      |

## Pagine collegate
Campionati europei under-18 di rugby a 7 maschili